# سوكو (ممثلة)
سوكو (بالفرنسية: SoKo)‏ هي مغنية مؤلفة ومغنية وممثلة فرنسية، ولدت في 26 أكتوبر 1985 ببوردو في فرنسا.

## أعمال

### أفلام
- (2012) أوغسطين
- (2013) هي[6][7]

## ترشيحات
- جائزة سيزار لأفضل ممثلة (2017)

## وصلات خارجية
- سوكو على موقع IMDb (الإنجليزية)
- سوكو على موقع قاعدة بيانات الأفلام العربية
- سوكو على موقع ألو سيني (الفرنسية)
- سوكو على موقع ميوزك برينز (الإنجليزية)
- سوكو على موقع أول موفي (الإنجليزية)
- سوكو على موقع أول ميوزيك (الإنجليزية)
- سوكو على موقع ديسكوغز (الإنجليزية)
- سوكو على موقع ديسكوغز (الإنجليزية)
- سوكو على موقع قاعدة بيانات الفيلم (الإنجليزية)
- سوكو على موقع كينوبويسك (الروسية)